# Hexham, New South Wales
Hexham är en del av en befolkad plats i Australien. Den ligger i kommunen Newcastle och delstaten New South Wales, i den sydöstra delen av landet, omkring 120 kilometer norr om delstatshuvudstaden Sydney. Antalet invånare är 153.
Runt Hexham är det ganska tätbefolkat, med 90 invånare per kvadratkilometer.. Närmaste större samhälle är Newcastle, omkring 14 kilometer sydost om Hexham. 
I omgivningarna runt Hexham växer i huvudsak städsegrön lövskog. Genomsnittlig årsnederbörd är 1 277 millimeter. Den regnigaste månaden är februari, med i genomsnitt 223 mm nederbörd, och den torraste är juli, med 46 mm nederbörd.